# Vikingatiden

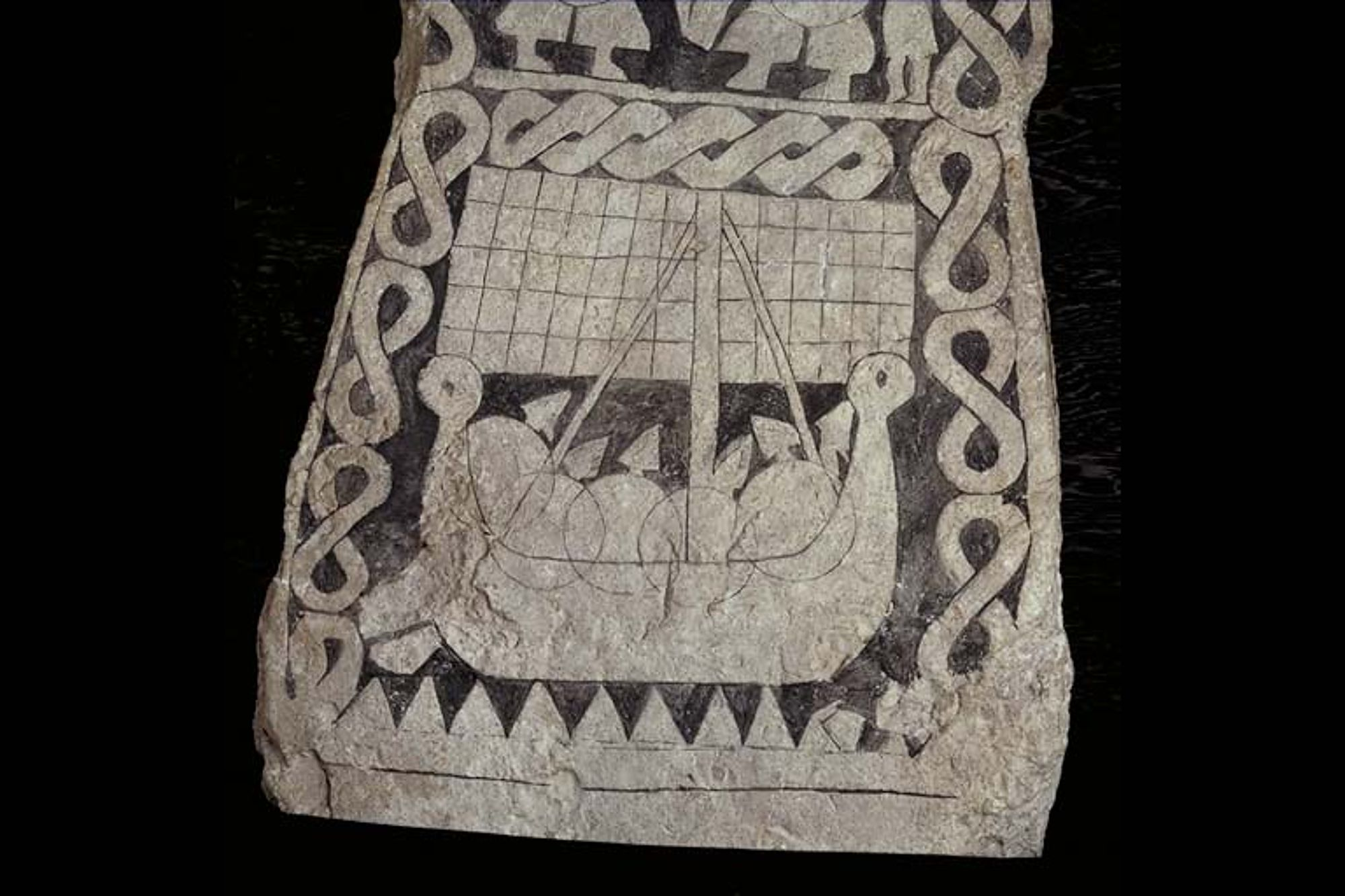
Bildsten med skepp, Smiss, Gotland.

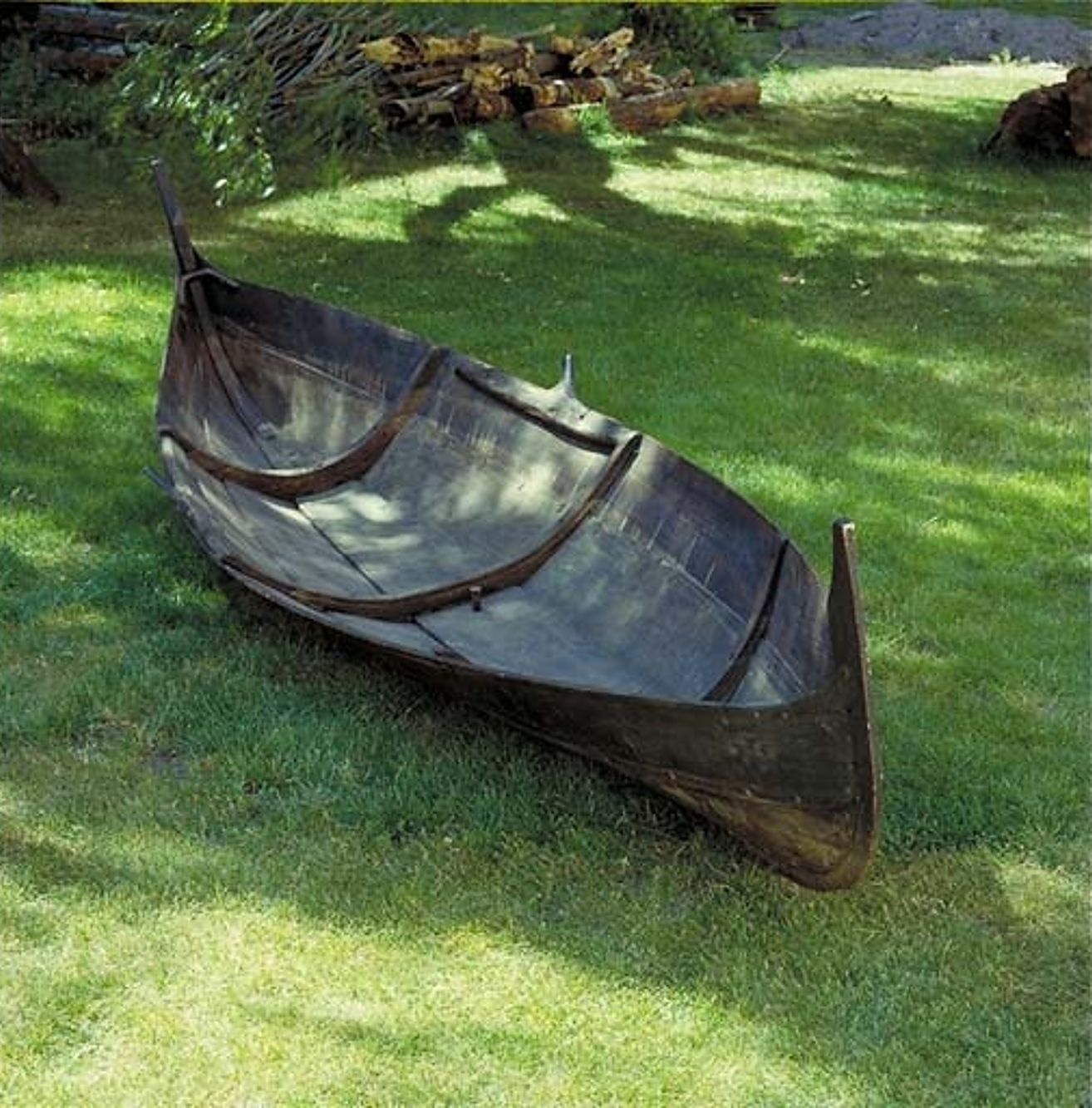
Kopia av Årbybåten. Originalet är en 4 meter lång roddbåt hittad i båtgrav från vikingatid på Årby gård, Uppland.

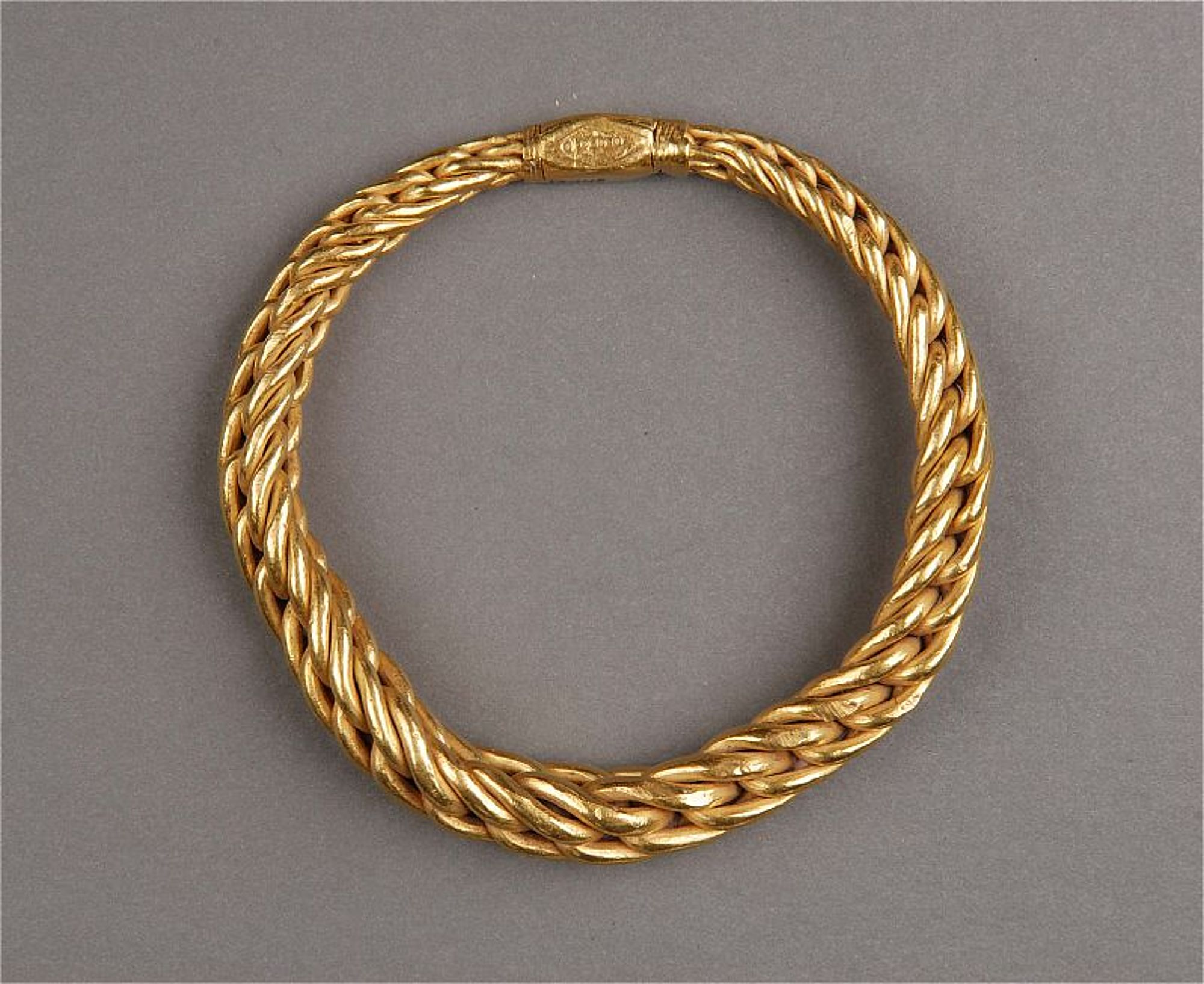
Flätad armring av guld, vikingatid, Sillinge, Sverige.

Vikingatiden är den skandinaviska järnålderns sista period. Den utmärks av vikingatågen och varade från slutet av 700-talet till mitten av 1000-talet efter Kristus (enligt brittisk tradition från räden mot Lindisfarne 793 till slaget vid Stamford Bridge 1066). Termen används framför allt vid beskrivning av Nordens förhistoria, men också i brittisk och irländsk historieskrivning. Perioden räknas i andra delar av Europa antingen som en del av järnåldern eller som del av den tidiga medeltiden.
Skandinaviens befolkning ökade kraftigt under denna period, samtidigt som skeppsbyggarkonsten utvecklades. Detta var bidragande orsaker till de första vikingatågen, det vill säga plundringar som vikingar, båtburna krigare från Skandinavien, utförde runt om i Europa. Den 8 juni 793 plundrade vikingar klostret Lindisfarne på Englands östkust, en attack som snart följdes av otaliga krigståg, men också handel och kolonisation. I öster sökte sig nordmän i stora mängder ned utmed de ryska floderna. De kom som farmän (handelsmän) eller som blivande "väringar", det vill säga värvade soldater i den östromerske kejsarens armé och flotta, men också som erövrare. Enligt traditionen skall det första ryska riket, Kievriket, ha grundats med ädlingar från Sveariket som furstar.
Merparten av skandinaverna under vikingatiden levde dock ett stillsamt liv som bönder, och torde knappast ha kallat sig vikingar. I isländska sagor används beteckningen norroenir menn ("norröna män") för att beteckna Nordens befolkning. En sammanfattande term på svenska är nordmän. Genom den bevarade litteraturskatt som finns i de isländska handskrifterna från 1100- och 1200-talet samt från runstenarnas texter känner man många detaljer om folkens liv under vikingatiden.

## Periodindelningen och tidsbegränsningar
Den skandinaviska forntiden uppdelas i en mängd tidsperioder. Slutet av den så kallade järnåldern har kommit att benämnas vikingatiden. Kännetecknande för vikingatiden är bland annat att ett skrivet källmaterial börjar uppträda som berättar om inre förhållanden i Skandinavien. Dessa skrifter, om än i ytterst begränsad omfattning, kompletterar på ett viktigt sätt det arkeologiska materialet.
Vikingatiden i betydelsen en viss period av historien användes första gången av den danske arkeologen Worsaae 1873. För en svensk publik var det arkeologen Montelius som använde detta 1877 i sin Sveriges historia från äldsta tid till våra dagar. Användandet spreds sedan till folkskolans läroböcker och användes om perioden 800-talet till 1000-talet.
Tidsbegränsningen av perioden har skiftat genom åren. Där finns grogrund för en mindre konflikt mellan historiker, som resonerar i termer av skriftligt belagda händelser, och arkeologer. De senare bestämmer sig nämligen först för vilka föremålstyper som skall definiera en period (till exempel allting dekorerat med gripdjursstilen), och strävar sedan efter att skaffa sig en allt noggrannare kalenderdatering av när dessa typer först tillverkades. Arkeologernas dateringsmetoder är huvudsakligen naturvetenskapliga, och deras periodskiften kan ibland hamna i årtionden som historikerna helt saknar uppgifter om.

### Vikingatidens början

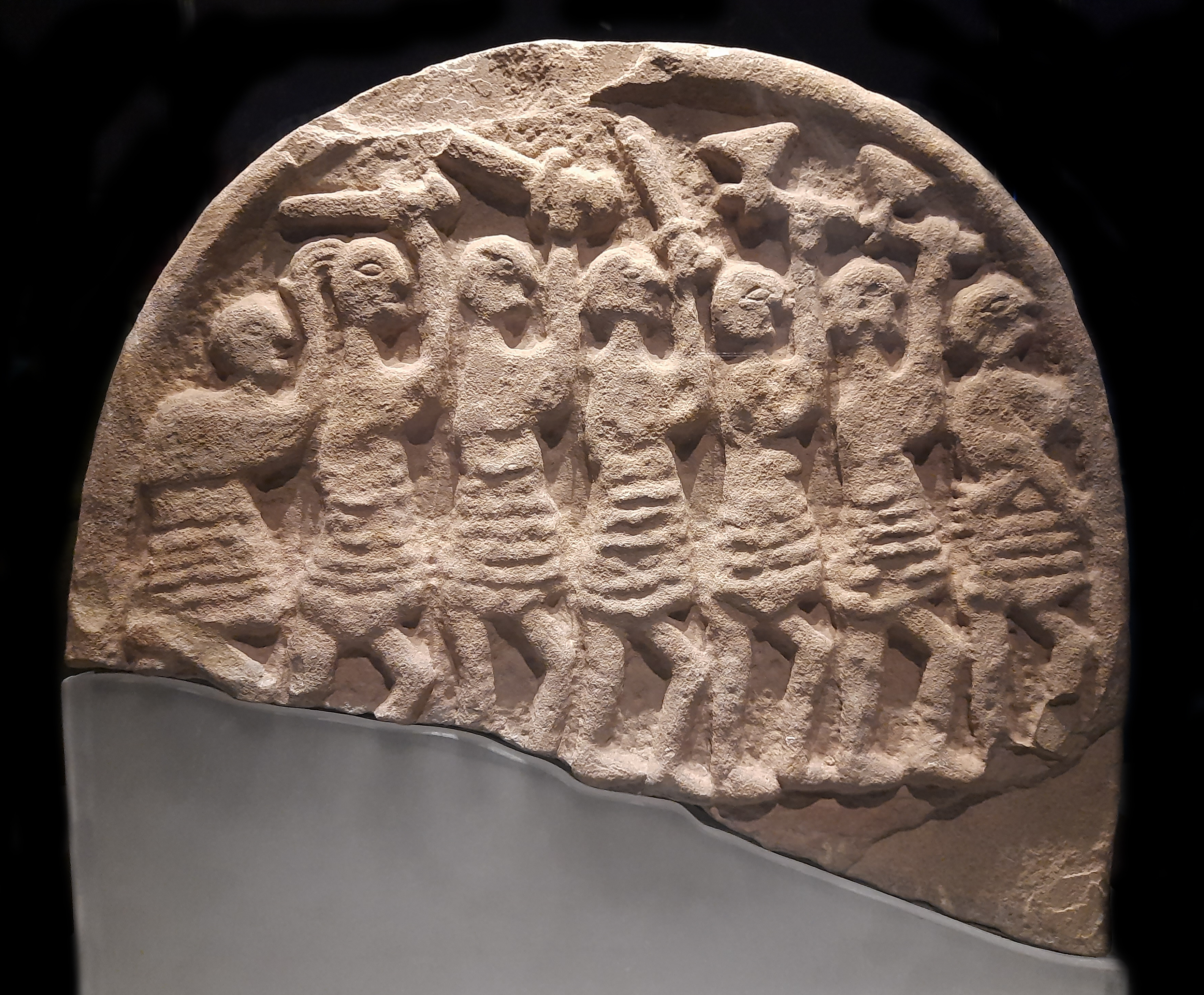
Lindisfarnstenen från tidigt 800-tal, uppvisandes en skara män med resta vapen, möjligen en avbildning av räden mot Lindisfarne 793.

Historiker satte tidigt början av vikingatiden till det första skriftligt belagda vikingatåget, räden mot Lindisfarne 793. Omkring 1990 föreslog arkeologer, delvis utifrån preliminära dateringar från den danska staden Ribe, att den vikingatida materiella kulturen skulle ha uppstått redan kring 750. Med bättre dateringar har man dock övergivit denna tanke, vilket löst en rad problem med den sena vendeltidens kronologi som uppstod i och med försöken att tidigarelägga vikingatidens start. Idag är många historiker och arkeologer i stort sett överens om att startdatum ligger omkring 790 för den traditionella epoken.

### Vikingatidens slut
Slutet av perioden kopplade brittiska och svenska historiker till Harald Hårdrådes misslyckade vikingatåg till England år 1066 som resultat av hans död under slaget vid Stamford Bridge, vilket avslutade perioden med vikingatåg till England och stoppade danagälderna från England. Även årtalet 1050 har allmänt angetts som slutdatum och de flesta är överens om tiden omkring mitten av 1000-talet.

#### Arkeologisk slutpunkt
Ur arkeologisk synvinkel finns det ingen accepterad definition av vilken samhällsförändring eller föremålstyp som definierar starten på den skandinaviska medeltiden, och därmed är det oklart när den arkeologiska vikingatiden skall sluta. Inför den stora vikingautställningen i Florens 1989/1990 förlades vikingatidens slut till året 1103/1104. Vid denna tid blev nämligen hela Norden ett eget ärkebiskopsdöme vilket visar att man blivit upptagna i den västerländska kristna kulturkretsen.

#### Vikingaliknande aktiviteter efter den traditionella epoken
Ur ett bredare vikingaperspektiv i Östersjön kan nämnas att venderna bedrev plundringsräder mot Danmark fram till slutet av 1100-talet; sista kända attacken var slaget vid Falster 6 december 1172, resulterande i ett fullständigt nederlag för venderna. Ester och finnar fortsatte med plundringsräder in på 1200-talet men blev underkuvade av den tyska orden och kristnade i de svenska korstågen. Det finns dock en tydlig kontinuitet mellan de vikingatida vikingatågen och de korståg som svenska kungar företog på andra sidan Östersjön under i 1100- och 1200-talen. Också här var kolonisation och handel viktiga motiv. Nordiska legosoldater fortsatte att tjänstgöra i Konstantinopels väringagarde under fjärde korståget och ska 1203 ha hindrat franska korsfarare från att storma staden. Ögonvittnet Geoffroi de Villehardouin refererade till dem som "daner".

## Begreppet viking

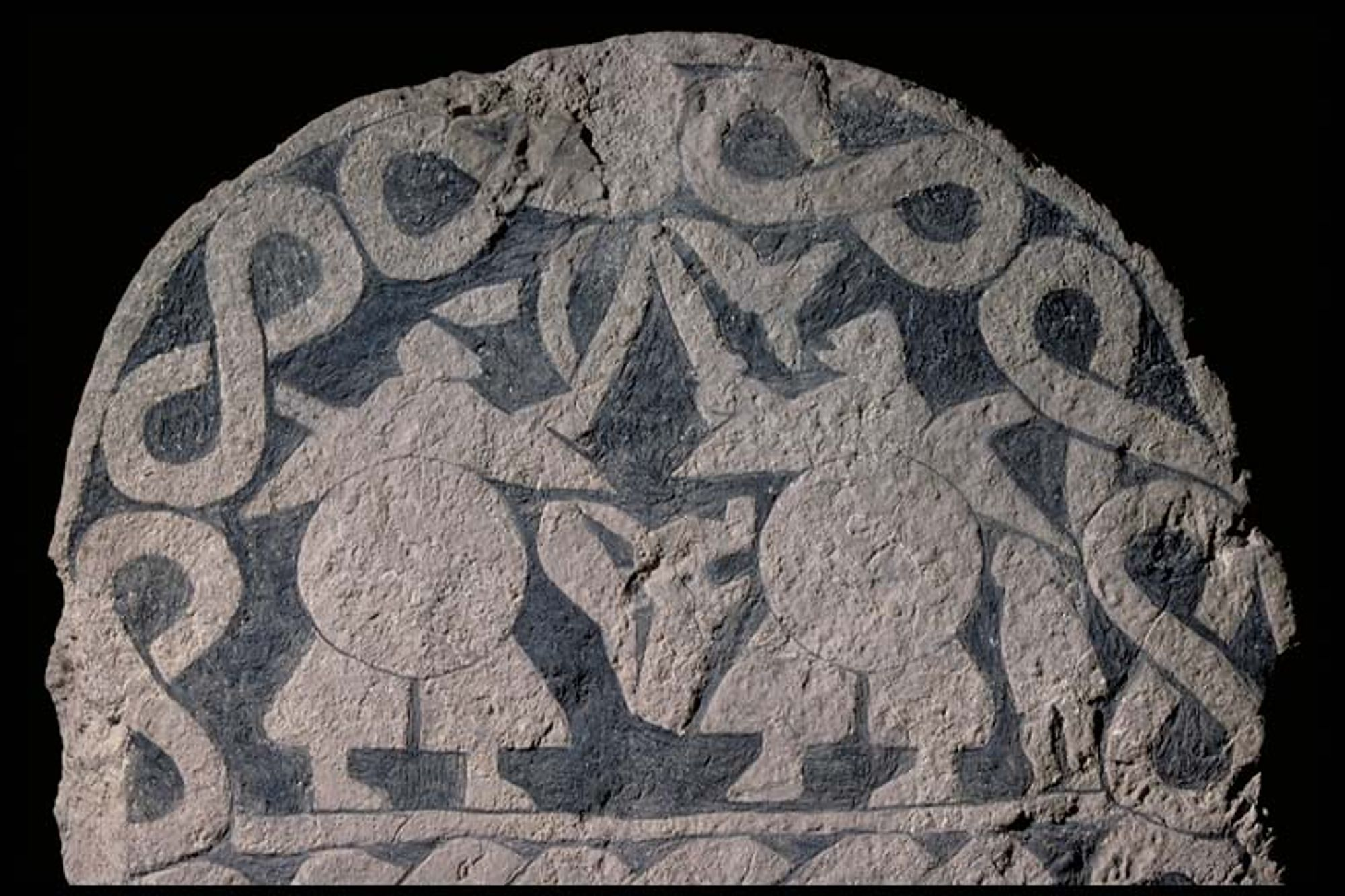
Kämpande män på bildsten från Smiss, Gotland

Ordet viking förekommer redan i källor från vikingatiden. Vad ordet ursprungligen betydde vet man inte. Ordet användes endast om personer som var ute på plundringståg eller krigståg (inte handelsresa). Ett exempel på denna åtskillnad finns i Egil Skallagrimssons saga: ”Björn var en stor farman, som ibland var ute i viking, ibland på fredliga köpfärder.”
På en runsten i Västra Strömonumentet i Skåne, daterad till slutet av 900-talet berättas: ”Fader lät dessa runor hugga efter sin broder Asser, som fann döden nordpå i viking” samt ”Fader lät hugga denna sten efter Björn, som ägde skepp samman med honom”. Då denna text åsyftar en händelse i Sverige eller Norge står viking här troligtvis för begreppet "krigsman" snarare än "plundrare".
Ordet ”viking” åsyftar således speciella situationer som dåtidens människor kunde befinna sig i. Björn i det första citatet ansågs som en stor farman, det vill säga handelsman, men han kunde också "fara i viking", det vill säga delta i plundring och krig. Asser var troligtvis med i något större krigståg med anknytning till kampen om till exempel kungamakt.

## Skriftliga källor
Vår kunskap om de mera personliga förhållandena under vikingatiden, om politik, om färder över hav etc. kommer från det skrivna material som ligger dåtiden nära och som bevarats till nutid. Runskrifterna i form av runstenar men också inristade meddelanden på trä- eller näverbitar är ett källmaterial som härstammar från tiden ifråga. Handskriftsmaterialet är dock oftast nedteckningar som gjorts först ett par generationer sedan de omtalade handlingarna skett. Trots detta är just handskrifterna det källmaterial som främst kommit att forma vår nutida bild av vikingatiden. Den omständigheten att de flesta nordiska handskrifter som berättar om vikingatiden kommer från det av norrmän koloniserade Island, gör även att vi vet betydligt mer om de vikingatida norrmännens bedrifter än vi gör om exempelvis svearnas.

## Norden under vikingatiden
Huvudartiklar: Sverige under vikingatiden, Danmark under vikingatiden, Norge under vikingatiden och Island under vikingatiden
Under vikingatiden började grunderna läggas för de nordiska rikena. Harald Hårfager blev redan i början av 800-talet ensam härskare över Norge. Hur situationen var för övriga länder vid denna tid är svårgripbart men i slutet av vikingatiden har den centrala kungamakten i de olika länderna utom på Island växt sig allt starkare.

## Bebyggelsemönster
Genom att analysera tätheten av de svenska och danska kyrkorna under tidigmedeltiden kan man skapa sig en ungefärlig bild av bebyggelse- och invånartätheten i dessa länder även under vikingatiden. Det kompliceras dock av att kyrktätheten inte bara berodde av folktätheten utan även av den genomsnittliga rikedomsnivån per capita. Dessutom byggdes inga kyrkor alls i Lappland (som då inte tillhörde Sverige) under den tid då samerna ännu inte kristnats.

### Stadsbebyggelse
Under den tidiga vikingatiden, ungefär 800-talet, fanns endast ett fåtal städer eller stadsliknande samhällen i Norden. Störst var Hedeby i Sønderjylland. Andra exempel är Uppåkra i Skåne, Birka i Mälaren och Kaupang i Norge. Från 900-talet fram till vikingatidens slut 1103 uppstår ett flertal nya städer och större handelsplatser i både Sverige, Norge och Danmark. Att detta samhällsbygge och kulturutbyte inte helt inskränkte sig till nutida Skandinavien är gravfältet Luistari i Eura i Finland ett tecken på.

## Religion
Religionen under vikingatiden före kristendomens införande är känd främst genom de äldsta bevarade skrifterna från Island. Kännetecknande för dessa är att de är nedtecknade av kristna ett par generationer sedan kristendomen införts. Några berättelser finns dock från samtiden vilka bland annat nedtecknats av araber. Det finns således inga skrifter efter religionsutövarna själva. Detta är ett viktigt källkritiskt konstaterande när dåtidens religion ska beskrivas.
En stor mängd gudar är kända inom den fornnordiska mytologin, se Nordisk mytologi.
Offer och blothandlingar var stående inslag i den dåtida religionsutövningen, se Vikingatida offerhandlingar.
Heliga platser för tillbedjan av gudarna benämns på olika sätt, till exempel omtalas hörg, hult och hugar, vi och stavgårdar. Dyrkan kunde på dessa platser ske ute i det fria men också i tempelbyggnader, se Vikingatida tempelbyggnader.

## Den vikingatida kvinnan
Den sociala strukturen var släktbaserad på ett mycket starkare sätt än idag. Vikingatidens kvinnor var, enligt Judith Jesch bok "Women in the Viking Age", trots det relativt jämställda med männen. Tvärtemot många populära skildringar reste nordiska kvinnor, enligt Judith Jesch, tillsammans med sina män och tog del i handeln. De kunde låta resa runstenar. 
Kvinnor kunde arbeta som hantverkare, köpman och bönder. De kunde också tjänstgöra som prästinnor, som kallades gydja. Ogifta kvinnor hade efter 20 års ålder rätten att själv bestämma vistelseort och föra sin egen talan i rättsligt avseende. Hon innehade en självständig ställning, med undantaget ätten hade rätten att bestämma hennes giftermål. En kvinna med detta civilstånd kallades maer eller mey. Ogifta kvinnor och änkor hade en oberoende ställning som i mycket liknade varandras, medan den gifta kvinnans roll var mer passiv. En ogift kvinna som saknade far, son och bror kunde dessutom bli en ringkvinna.
I avsaknad av manliga arvingar blev "ringkvinnan" arvinge till sin far eller bror, med arvsrätt till både gård och lösöre. Villkoret var att hon var ogift och myndig, det vill säga 20 år. Den dödes faster, brorsdotter och sondotter kunde också bli arvtagare: hon kunde dock inte som ringkvinnan ta på sig positionen som ättens överhuvud. Ringkvinnan hade uttryckligen lagens rätt att utföra de traditionellt manliga uppgifterna, så som till exempel rätten att ta emot dråpsböter.
Det är möjligt att kristnandet medförde vissa friheter. Dessa uppgifter är dock omstridda eftersom kvinnornas liv inte skildrats lika flitigt som männens i historiska skrifter.

## Teknologi
Nordmännen var framstående inom olika tekniska områden. När till exempel kung Harald Blåtand anlade så kallade "trelleborgar" var dessa byggnadsverk baserade på stor ingenjörskonst. Inom skeppstekniken utvecklade nordmännen en förnämlig tradition att bygga och segla skepp.

### Skeppsbyggnadskonst
Genom en utvecklad skeppsteknologi lades grunden till nordmännens kraftiga expansion över haven under vikingatiden. Seglet verkar också ha införts i Norden i slutet av järnåldern vilket givetvis bidrog till skeppens ökande funktionalitet. En mängd olika skeppstyper från vikingatiden möter oss i de skrivna källorna: långskepp, snecka, karve, lastbåt, skuta och knarr. Långskeppen var långa och snabba. I Ale kommun utanför Göteborg har man hittat det så kallade Äskekärrskeppet som var 16 meter långt och nästan 5 meter brett. Vid Oseberg i Norge har man hittat ett skepp som var 21,6 meter långt och 5 meter brett. Ett annat norskt fynd, Gokstadsskeppet var 23,3 meter långt och 5,2 meter brett.

## Krigshandlingar
Genom det bevarade skriftliga källmaterialet känner man en stor mängd krigs- och våldshandlingar i vilka nordbor under vikingatiden var inblandade.
Merparten av dessa krigshandlingar har anknytning till havet och kustområdena i Norge, Danmark, England, Irland och det europeiska kustområdet utmed Nordsjön och Atlanten. Krigshandlingar har även förekommit i Österled vilket bekräftas av runinskrifter och omnämnanden i isländska forntidssagor, men mycket mindre är känt om dessa.

## Nordbornas färder under vikingatiden

Karta över skandinaviska bosättningar, eller områden med skandinaviskt inflytande, från 700- (mörkröd), 800- (röd), 900- (orange) och 1000-talen (gul). Grönt betecknar områden som ofta utsattes för vikingarnas räder och besök men med få eller inga skandinaviska bosättningar.

Vikingatiden var för nordborna en ytterst expansiv period. Genom sina utvecklade skepp kunde man förflytta sig över stora områden. Under perioden utförde dessa resenärer både vikingatåg och handelsresor men många utvandrade också och tog ny mark i främmande länder, så kallad landnam.

## Återskapande av vikingatiden
Vikingatiden är en populär period att både studera och arbeta med. Mängder med böcker i temat kommer ut kontinuerligt. Många nya fullskalerekonstruktioner av både byggnadsmiljöer och skepp skapas. Den så kallad reenactmentrörelsen med just vikingatida teman är ett omfattande internationellt fenomen.

## Galleri

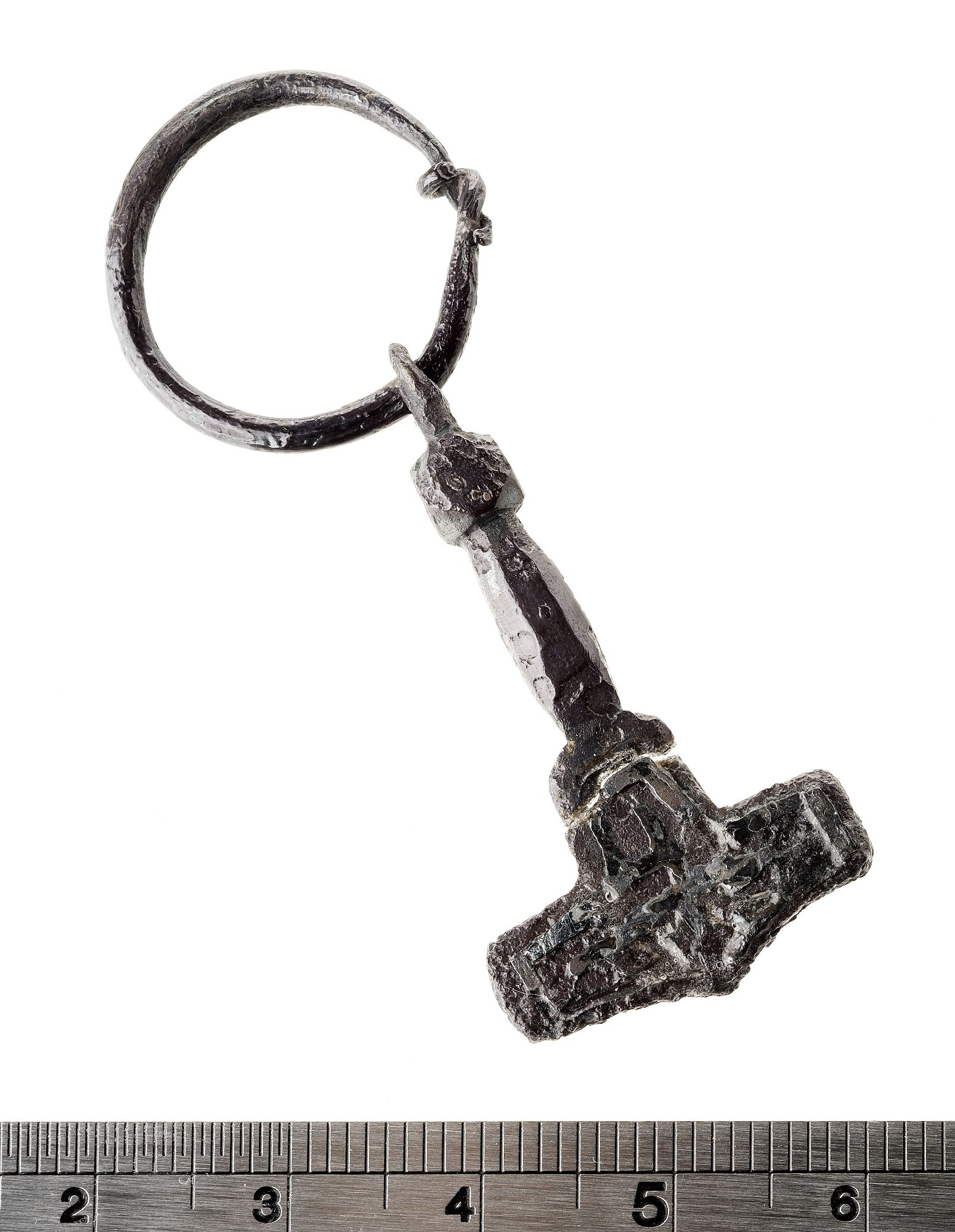
Hänge med Mjöllnir från Birka grav.
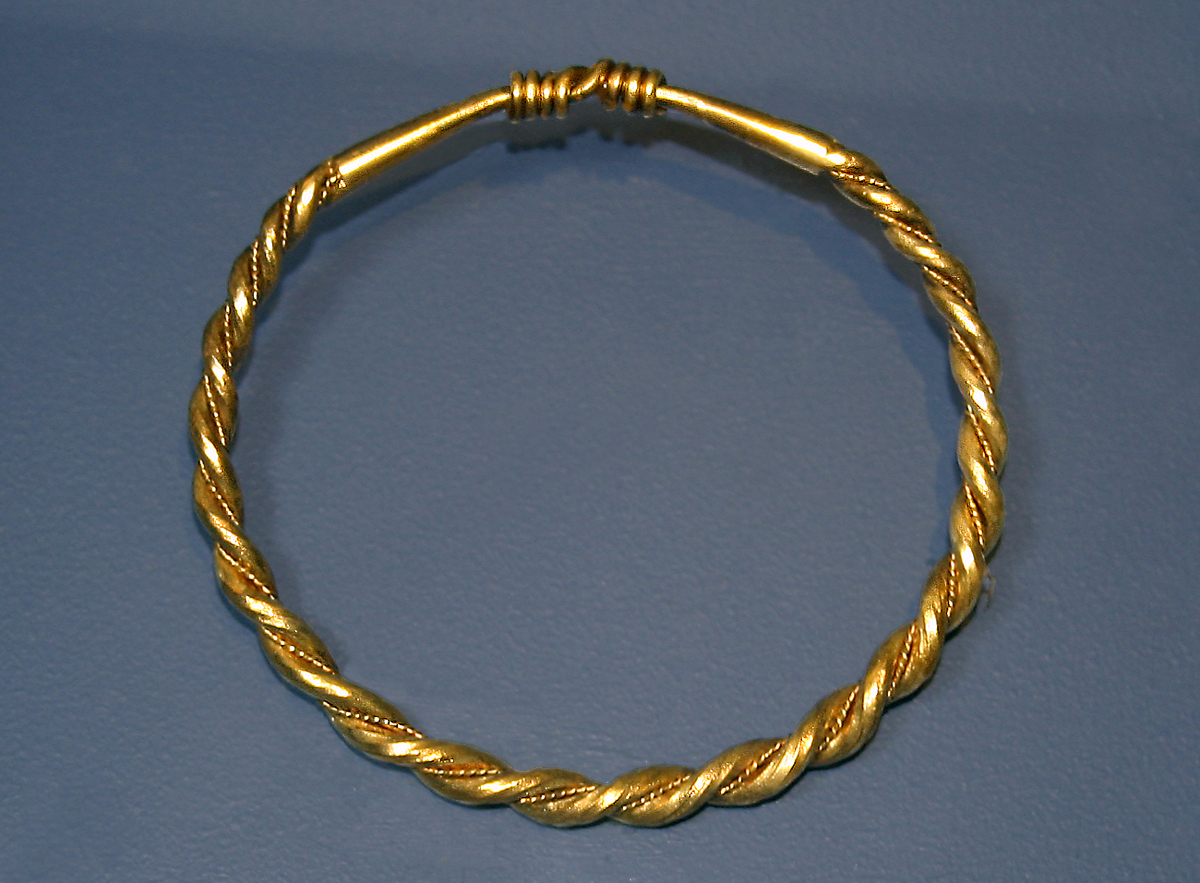
Kopia av en guldarmring funnen i lämningarna från en vikingatida by vid Aggersborg i Danmark.
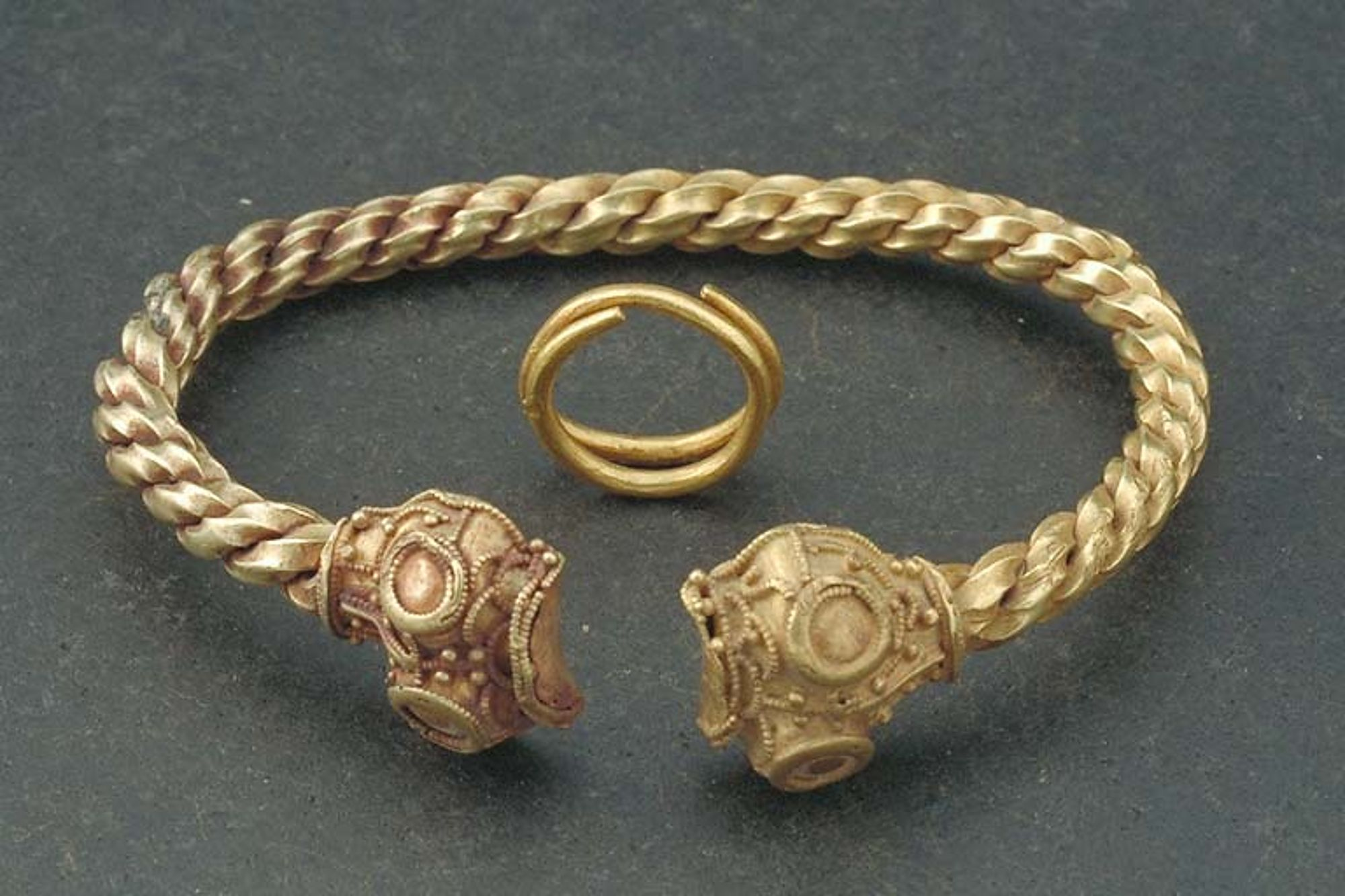
Armring av guld med djurhuvudformade ändar, vikingatid, 800 - 1099 Östergötland, Sverige.
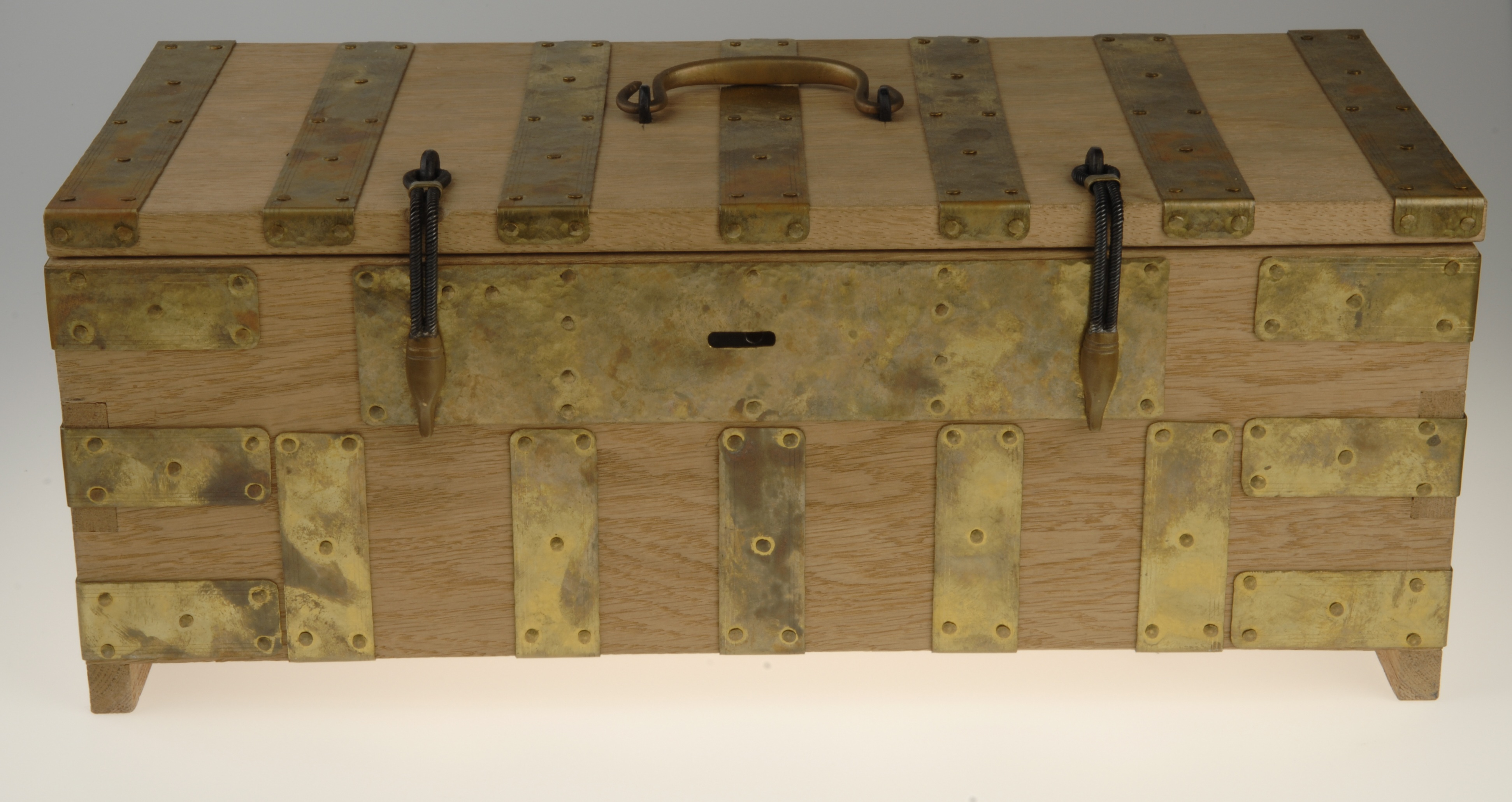
Skrin av trä med huvuddelen av bronsbeslagen monterade på rekonstruerad kista.
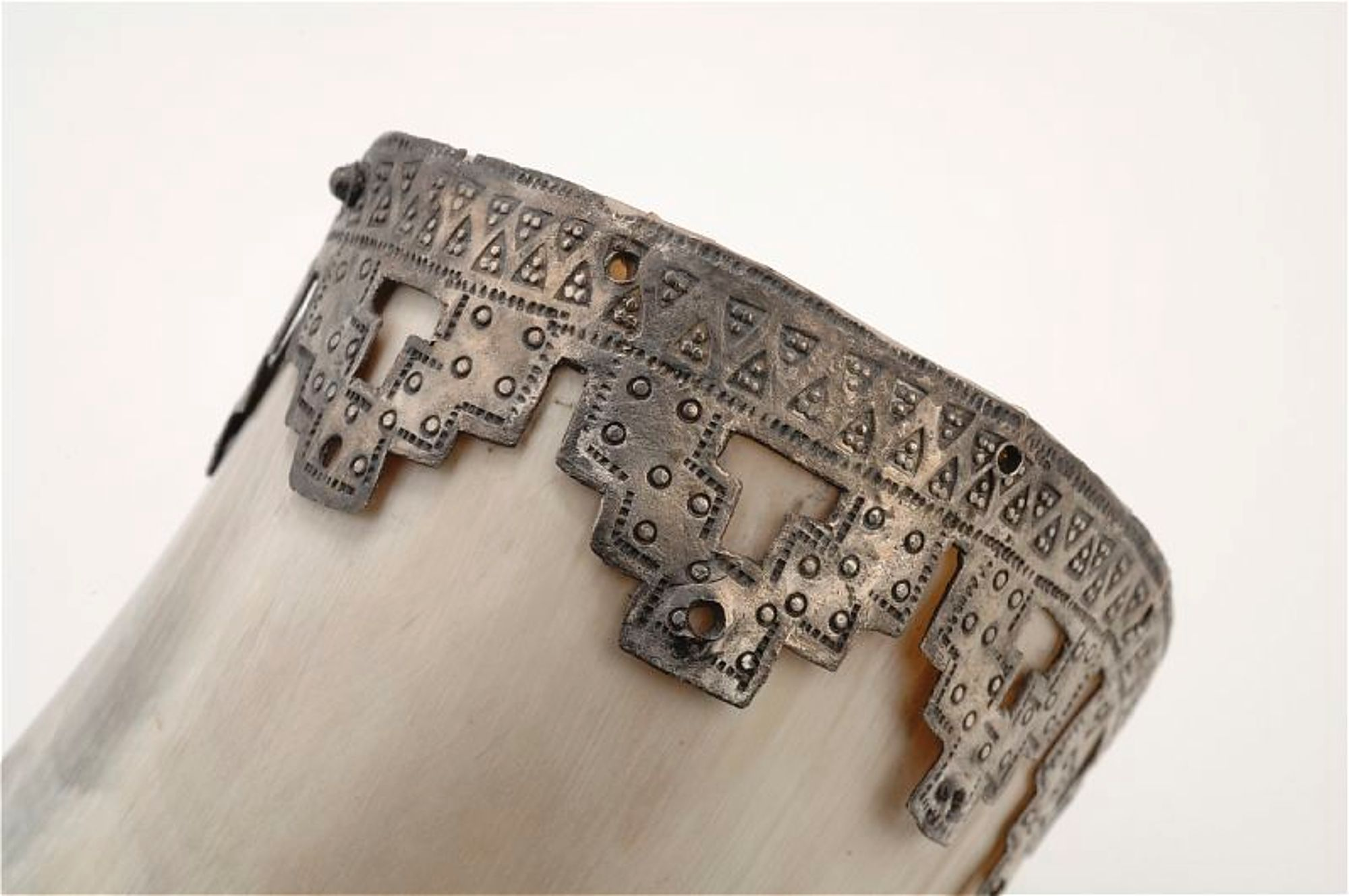
Mynningsbeslag av silver från 800-1099. Monterat på rekonstruktion av dryckeshorn. Vikingatid, Björkö.